# Zla kuća
Zla kuća (izdan 1949.) je kriminalistički roman Agathe Christie. Agatha je rekla da je to jedan od njezina dva najdraža romana koja je napisala, a drugi je Nesreća nevinih.

## Radnja
Charles Hayward, sin Sir Arthura Haywarda, pomoćnika inspektoa Scotland Yarda, u Egiptu upoznaje Sophiu Leonides, mladu tajanstvenu Engleskinju koja je tamo bila na prilično visokom činovnickom položaju. Oćaran njome, zaprosi je. Sophia ga ne odbija, ali ga moli da saćekaju par godina, do njegovog povratka u Englesku. Vrativši se u Englesku, Charles pokušava pronaći Sophiu, ali od svog oca saznaje da se u njenoj porodici dogodilo ubojstvo. Ubijen je Sophiin djed, Aristide Leonides. Za sve u kući to je bio šok, u Skcotland Yardu su zbunjeni. Osumnjičeni su svi članovi porodice, pa čak i tri njegove unuke. Tko je od njih ubojica?...